# David S. Ware

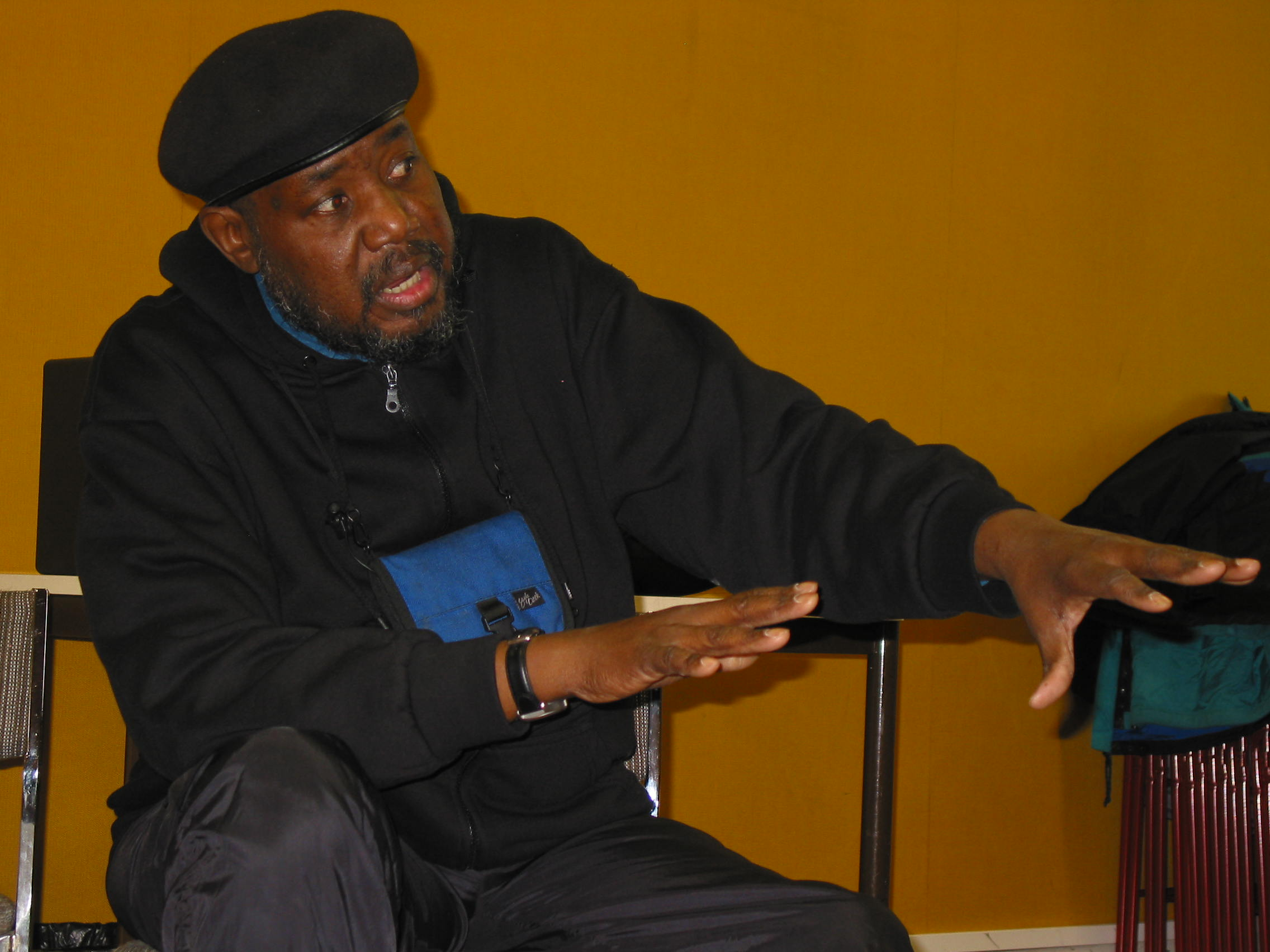
David S. Ware, 2007

David Spencer Ware (* 7. November 1949 in Plainfield, New Jersey; † 18. Oktober 2012 in New Brunswick, New Jersey) war ein US-amerikanischer Jazz-Saxophonist.

## Leben und Wirken
Davis S. Ware, der als Jugendlicher zunächst Bariton- und Altsaxophon spielte, bevor er zum Tenorsaxophon wechselte, studierte von 1967 bis 1969 auf dem Berklee College of Music. In Boston gründete er eine eigene Band, Apogee. Er zog 1973 nach New York, wo er zunächst bei Cecil Taylor und bei Andrew Cyrille und 1976 bei den Wildflowers Loft-Sessions mitwirkte. In den folgenden Jahren spielte er auch u. a. mit Juma Santos und mit Barry Harris. In den 1980er Jahren schlug er sich 14 Jahre lang als Taxifahrer durch, hatte aber in den 1990er Jahren ein Comeback und leitete seitdem ein eigenes Quartett, mit dem er eine Reihe von Alben für die Label Silkheart, AUM Fidelity, Thirsty Ear und DIW einspielte. Ständige Mitglieder waren der Pianist Matthew Shipp und der Bassist William Parker; außerdem arbeiteten Marc Edwards, Whit Dickey, Susie Ibarra und Guillermo E. Brown als Schlagzeuger in seinen Formationen.
2009 musste sich Ware einer Nierentransplantation unterziehen. Dadurch bedingt hatte seine Gesundheit stark gelitten, so dass er am 18. Oktober 2012 im Alter von 62 Jahren an den Komplikationen der Operation verstarb.

## Auszeichnungen
Die Autoren Richard Cook und Brian Morton verliehen dem Album Godspelized von 1996 die (selten verliehene) Krone als besonders herausragendes Werk. Das Album Third Ear Recitation wurde 1998 in die Wireliste The Wire’s “100 Records That Set the World on Fire (While No One Was Listening)” aufgenommen.

## Trivia
Ware hatte eine Vorliebe für schnelle Autos, ihm gehörte ein 1990er Mustang GT. Nach eigenen Angaben war die Liste seiner Strafzettel aufgrund seines Fahrverhaltens lang. Ware war ein Anhänger der Transzendentalen Meditation.

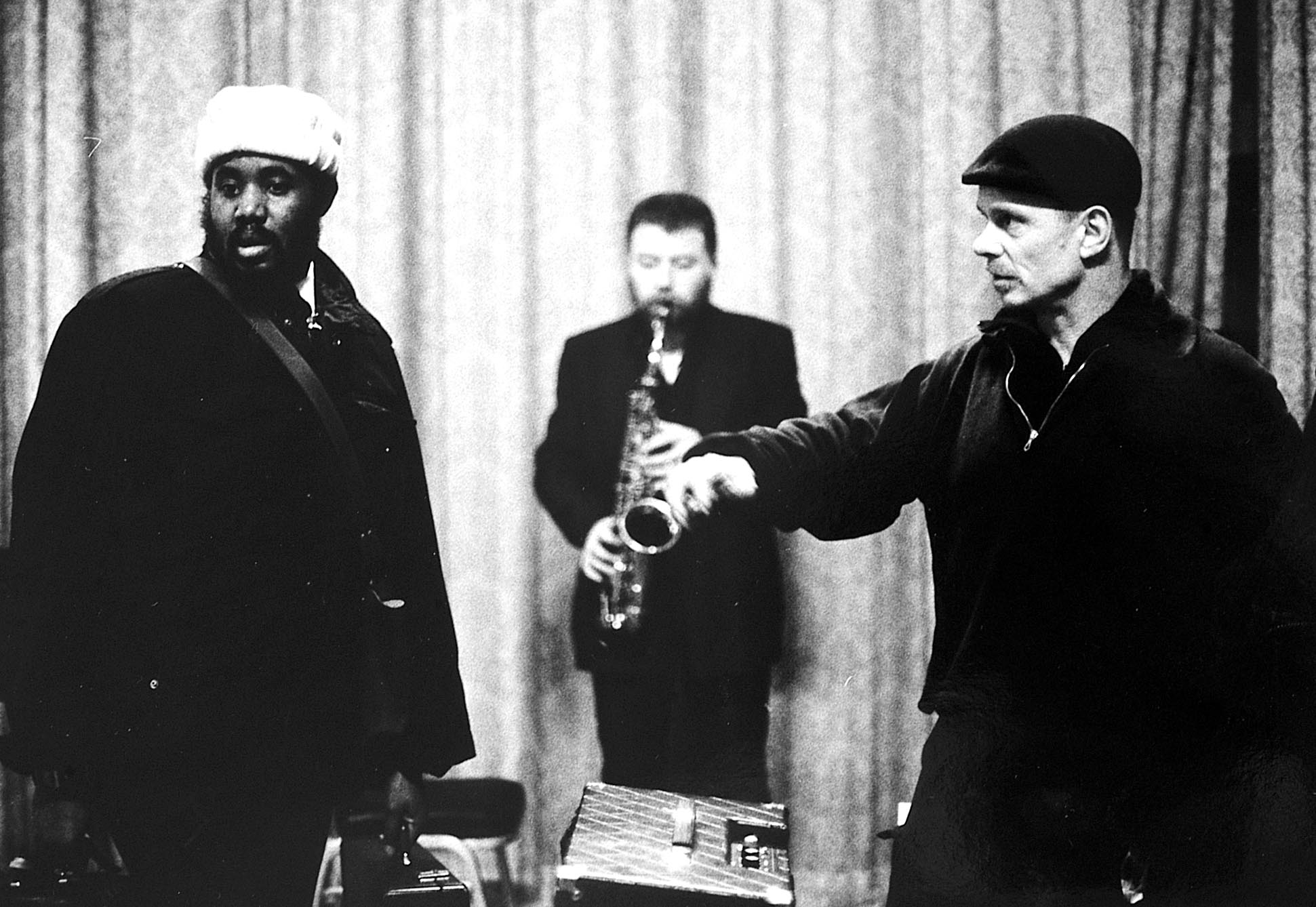
David S. Ware (links) 1985 in der Carnegie Hall, New York, zusammen mit Peter Brötzmann (Mitte) und Peter Kowald (rechts), Fotograf: E. Dieter Fränzel

## Auswahldiskografie

### Als Leader
- Passage to Music (Silkheart, 1988)
- Great Bliss, vol. 1 (Silkheart, 1990)
- Great Bliss, vol. 2 (Silkheart, 1990)
- Flight of I (DIW, 1991)
- Third Ear Recitation (DIW, 1993)
- Earthquation (DIW, 1994)
- Cryptology (Homestead, 1994)
- Oblations and Blessings (Silkheart, 1995)
- Dao (Homestead, 1995)
- Godspelized (DIW, 1996)
- Wisdom of Uncertainty (AUM Fidelity, 1996)
- Live in the Netherlands (Splasc(H), 1997)
- Go See the World (Columbia, 1997)
- Surrendered (Columbia, 1999)
- Corridors & Parallels (AUM Fidelity, 2001)
- Freedom Suite (AUM Fidelity, 2002)
- The David S Ware Quartet Live in the World (Thirsty Ear, 1998/2003)
- Threads (CD Thirsty Ear, 2003)
- Live in the World (2005) mit Matthew Shipp, William Parker, Susie Ibarra, Hamid Drake, Guillermo E. Brown
- BalladWare (CD Thirsty Ear, 2005)
- Renunciation (AUM Fidelity, 2007)
- Shakti (AUM Fidelity, 2009)
- Saturnian (AUM Fidelity, 2009) solo
- Onecept (AUM Fidelity, 2010) mit William Parker und Warren Smith
- Planetary Unknown (AUM Fidelity, 2011)
- Live at Jazzfestival Saalfelden 2011 (2012), mit Cooper-Moore, William Parker, Muhammad Ali
- Apogee / Birth of a Being (AUM Fidelity, ed. 2016)
- David S. Ware & Matthew Shipp Duo:  Live in Sant’Anna Arresi, 2004 (AUM Fidelity, ed. 2016)
- The Balance (Vision Festival XV +) (AUM Fidelity, ed. 2018)

### Als Sideman
- Cecil Taylor Unit: Dark to Themselves (Enja, 1976)
- Andrew Cyrille: Metamusician’s Stomp (Black Saint, 1978), Special People (Soul Note, 1980)

## Lexikalische Einträge
- Richard Cook, Brian Morton: The Penguin Guide of Jazz on CD. 6. Auflage. Penguin, London 2002, ISBN 0-14-051521-6.
- Leonard Feather, Ira Gitler: The Biographical Encyclopedia of Jazz. Oxford University Press, New York 1999, ISBN 0-19-532000-X.

## Dokumentarfilm
- David S. Ware: A World of Sound von Amine Kouider, 2011